# Mademoiselle de La Motte
Pour les articles homonymes, voir Lamotte et La Motte.
Marianne-Hélène de Mottes, dite Mademoiselle de La Motte, est une actrice française née à Colmar en 1704 et décédée le 30 novembre 1769.

## Biographie
Elle débute à la Comédie-Française en 1722. 
Sociétaire de la Comédie-Française en 1722. 
Retraitée en 1759.